# ويلفريد تيفودجر
ويلفريد تيفودجر (بالفرنسية: Wilfried Tevoedjre)‏ (مواليد 20 سبتمبر 1979) هو سبّاح بنيني، مثّل بلاده في الألعاب الأولمبية الصيفية 2012.

## روابط خارجية
ويلفريد تيفودجر على موقع أوليمبيديا (الإنجليزية)